# Korzęcin
Korzęcin [kɔˈʐɛnt͡ɕin] (tiếng Đức: Körtenthin; until 1937: Cörtenthin) là một ngôi làng thuộc khu hành chính của Gmina Wolin, thuộc quận Kamień, West Pomeranian Voivodeship, ở phía tây bắc Ba Lan. Nó nằm khoảng 9 kilômét (6 mi) phía bắc của Wolin, 11 km (7 mi) phía tây nam Kamie Kam Pomorski và 56 km (35 mi) phía bắc thủ đô khu vực Szczecin.
Làng có dân số 60 người.